# Fylkesväg 752
Fylkesväg 752 (norska: Fylkesvei 752) är en primär fylkesväg i Stjørdals kommun i Trøndelag fylke i Norge som går mellan tätorten Hegra och byn Okkelberg. Vägen är 8,7 kilometer lång och asfalterad. Den passerar bland annat genom byn Skjelstad.
Vägen ansluter till:
- Europaväg 14 (vid Hegra)
- Fylkesväg 6796 (vid Skjelstad)
- Fylkesväg 6794 (vid Raudmo)
- Fylkesväg 6796 (vid Kleiva)
- Fylkesväg 6806 (vid Geiteråsen)
- Fylkesväg 6816 (vid Okkelberg)